# Paul Amey
Paul Amey (Dunedin, Nueva Zelanda, 27 de julio de 1973) es un deportista neozelandés, nacionalizado británico, que compitió en triatlón, duatlón y acuatlón.
Ganó una medalla de plata en el Campeonato Mundial de Triatlón de 1998 y una medalla de plata en el Campeonato Europeo de Triatlón de Larga Distancia de 2008. En acuatlón consiguió una medalla de plata en el Campeonato Mundial de 1999 y en duatlón tres medallas en el Campeonato Mundial de Duatlón entre los años 2005 y 2008.

## Palmarés internacional
| Representando a Reino Unido |                 |                  |            |
| Campeonato Mundial          |                 |                  |            |
| Año                         | Lugar           | Medalla          | Prueba     |
| 1998                        | Lausana (Suiza) | Medalla de plata | Individual |

| Representando a Reino Unido |                     |                  |            |
| Campeonato Europeo          |                     |                  |            |
| Año                         | Lugar               | Medalla          | Prueba     |
| 2008                        | Gérardmer (Francia) | Medalla de plata | Individual |

| Representando a Reino Unido |                       |                  |            |
| Campeonato Mundial          |                       |                  |            |
| Año                         | Lugar                 | Medalla          | Prueba     |
| 2005                        | Newcastle (Australia) | Medalla de oro   | Individual |
| 2007                        | Győr (Hungría)        | Medalla de oro   | Individual |
| 2008                        | Rímini (Italia)       | Medalla de plata | Individual |

| Representando a Nueva Zelanda |                   |                  |            |
| Campeonato Mundial            |                   |                  |            |
| Año                           | Lugar             | Medalla          | Prueba     |
| 1999                          | Noosa (Australia) | Medalla de plata | Individual |